# Paul Mouterde
Paul Mouterde (1892 - 1972) fue un sacerdote S.J., botánico, zoólogo, etnólogo, bibliotecario, y profesor francés. Desarrolló actividades académicas en la Universidad francesa de Medicina y Farmacia de Beirut, Líbano.

## Algunas publicaciones
- paul Mouterde. 2010. Deux Homélies Inédites de Jacques de Saroug. Analecta Gorgiana. Editor Gorgias Pr Llc, ISBN 1-60724-975-8
- ------------------. 1966. منشورات الجامعة اللبنانية: قسم الدراسات اللغوية (Equipos siríacos). Con Kstaz Lewis. Editor	جامعة اللبنانية،,
- ------------------. 1942. Inscription syriaque du Gebel Bilʻās. Volúmenes 24-25 de Mélanges de l'Université Saint Joseph. Editor Impr. Catholique, 3 pp.

### Libros
- paul Mouterde. 1970. Texte. Volumen 2 de Nouvelle flore du Liban et de la Syrie. Editor Ed. l'Imprimerie Catholique, 727 pp.
- ------------------. 1969a. Anthologie Siriaque. Volumen 1 de Publications de l'Université libonaise: Section des sciences philologiques. Con Michel Doumeth, Louis Costaz. Editor L'Université Libonaise, 103 pp.
- ------------------. 1969b. La faune du Proche-Orient dans l'Antiquité. Volumen 1 de Mélanges offerts à Maurice Dunand. 17 pp.
- ------------------. 1966. Nouvelle flore du Liban et de la Syrie. Volumen 3, Parte 4. Editor Éditions de l'Impr. catholique, 160 pp. ISBN 2-7214-5807-8
- ------------------. 1964. Une curieuse page d'écriture syriaque. Volumen 39, N.º 5 de Mélanges de l'Univ. Saint Joseph. Editor Impr. Catholique, 8 pp.
- ------------------. 1962. Quelques mots de la langue chrétienne. Volúmenes 37-38 de Mélanges de l'Université Saint Joseph, offerts au père René Mouterde pour son 80e anniversaire. Editor Imp. Cath., 23 pp.
- ------------------. 1953a. La flore du Djebel Druze. Editor P. Lechevalier, 224 pp.
- ------------------. 1953b. La Flore du Djebel Druze. Editor Université Saint-Joseph Beyrouth y P. Lechevalier, Impr. catholique, 224 pp.
- ------------------. 1948. Manuel d'études syriaques: anthologie. 87 pp.
- ------------------. 1947. La Végétation arborescente des pays du Levant. N.º 13 de Publications techniques et scientifiques de l'École française d'ingénieurs de Beyrouth. Editor L'École Française d'Ingénieurs, 51 pp.
- ------------------. 1944. Deux homélies de Jacques de Saroug [Jacobus Episcopus Sarugensis].. Volumen 21 y 26 de Mélanges de l'Université Saint Joseph. 36 pp.
- ------------------. 1939. Inscription en syriaque dialectal á Kāmed (Beqʻa). Volumen 22 y 24 de Mélanges de l'Université Saint Joseph. Editor	Impr. Catholique, 33 pp.
- ------------------. 1935. Petite flore des environs de Beyrouth. Publicado en les Annales de la Faculté française de médecine et de pharmacie de Beyrouth. Editor Imprimerie catholique, 149 pp.
- ------------------. 1934. Un ermitage melkite en Émésène au VIIIe siècle. Volumen 18, N.º 2 de Mélanges de l'Univ. Saint-Joseph. 6 pp.

## Eponimia
Especies
- (Apiaceae) Peucedanum mouterdei M.Hiroe[4]
- (Asteraceae) Centaurea mouterdei Wagenitz[5]
- (Asteraceae) × Centauserratula mouterdei Arènes[6]
- (Asteraceae) Helichrysum × mouterdei Arènes[7]
- (Asteraceae) Jacobaea mouterdei (Arènes) Greuter & B.Nord.[8]
- (Asteraceae) Klasea mouterdei (Arènes) Greuter & Wagenitz[9]
- (Asteraceae) Senecio mouterdei Arènes[10]
- (Asteraceae) Serratula mouterdei (Arènes) Dittrich[11]
- (Callitrichaceae) Callitriche mouterdei Schotsman[12]
- (Iridaceae) Gynandriris mouterdei R.M.El-Haber[13]
- (Plumbaginaceae) Limonium mouterdei Domina, Erben & Raimondo[14]
- (Poaceae) Phleum mouterdei A.Camus[15]